# Limnophora guizhouensis
Limnophora guizhouensis är en tvåvingeart som beskrevs av Zhou och Xue 1987. Limnophora guizhouensis ingår i släktet Limnophora och familjen husflugor. Inga underarter finns listade i Catalogue of Life.